# مایکل گست
مایکل پاتریک گست (به انگلیسی: Michael Guest) (متولد ۴ فوریه ۱۹۷۰) یک وکیل آمریکایی و سیاستمدار جمهوری‌خواه است. او از سال ۲۰۱۹ نماینده حوزه انتخابیه سوم میسیسیپی  در مجلس نمایندگان ایالات متحده بوده است. او پس از مرگ جکی والورسکی در آگوست ۲۰۲۲، عضو رده‌بندی کمیته اخلاق مجلس نمایندگان ایالات متحده شد.
مایکل پاتریک گست در ۴ فوریه ۱۹۷۰ به دنیا آمد. او از دانشگاه ایالتی می‌سی‌سی‌پی با مدرک لیسانس در رشته حسابداری و دانشکده حقوق دانشگاه می‌سی‌سی‌پی با دکترای حقوقی فارغ‌التحصیل شد. او از سال ۱۹۹۴ تا ۲۰۰۸ به عنوان دستیار دادستان منطقه مدیسون و رانکین خدمت کرد و در سال ۲۰۰۸ دادستان منطقه شد. مهمان و خانواده اش اعضای کلیسای باپتیست براندون هستند.